# Цанга, Екатерина Алексеевна
| Имя при рождении Екатерина Алексеевна Леонова |
| --------------------------------------------- |
| Дата рождения 15 июня 1993 (29 лет)           |
| Место рождения Москва, Россия                 |
| Профессия Актриса, преподаватель              |

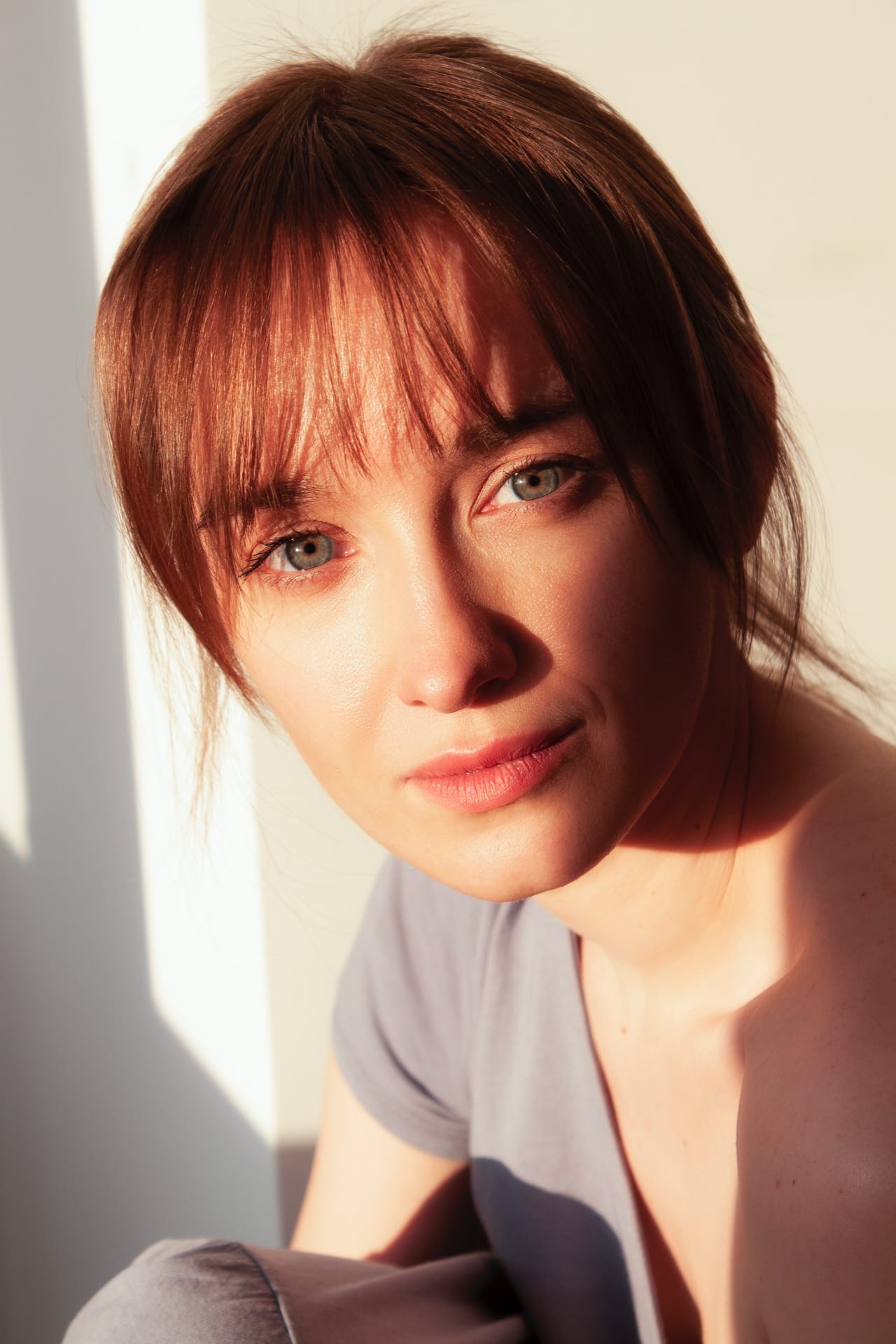
Екатерина Цанга

Екатерина Алексеевна Цанга (урожд. Леонова; род. 15 июня 1993, Москва, Россия) — российская актриса театра и кино, педагог.
Екатерина окончила Всероссийский государственный институт кинематографии им. С.А. Герасимова, курс народного артиста России Александра Яковлевича Михайлова в 2016 году. Член союза кинематографистов России, член гильдии актеров кино России.  Лауреат премии С.А. Герасимова и Т.Ф.Макаровой, кинофестиваля «Окно в Европу», ЗИЛАНТ[что?], ПРОГРЕСС[что?].

## Биография

### Ранние годы
Екатерина Цанга родилась 15 июня 1993 года в Москве. Окончила общеобразовательную школу с углубленным изучением французского языка №1267 в ЮЗАО. Занималась конным спортом[значимость факта?] в КСК "Битца" и  в театральной студии при Новом Арт Театре. После окончания школы поступила на актерский факультет Международного Славянского института, на курс к В.А. Коняева и И.В. Яцко. После года обучение Екатерина поступила на актёрский факультет ВГИК им.С.А.Герасимова, на курс народного артиста России А.Я. Михайлова. На курсе работали: И.В. Чериченко, А.Л. Федоров, Е.Б. Арькова, Т.В. Акулова. Екатерина включена в список перспективных молодых актрис по версии журнала Timeout.

### Семья
Отец Леонов Алексей Николаевич — футболист, тренер Академия ФК «Спартак»; мать — Леонова Наталья Александровна.

### Карьера
Начала Екатерина свою кинокарьеру с трех короткометражных фильмов режиссера Ивана Григолюнаса, с которым они познакомились во время обучения во ВГИКе. Первой работой стал фильм «Виктория» по пьесе А. Червинского «Счастье мое», за эту роль Екатерина получила приз за лучшую женскую роль на Международном фестивале ВГИКа, далее последовала работа в фильме «Лида», по рассказу В. Астафьева «Звездопад» и короткометражный фильм «Проездом», где Екатерина сыграла тоже главную роль. Первой заметной киноработой Екатерины Цанги стала роль в популярном сериале на канале СТС «Молодежка». Далее последовали съемки в полнометражных фильмах «Гость» режиссёра Дениса Родимина и «Ваш репетитор» режиссёра Антона Коломейца. В 2019 году вышел дебютный полнометражный фильм Юно Шамилова «Розовое или Колокольчик», где Екатерина сыграла главную роль, эту роль многократно отмечали[как?] на международных[каких?] и российских[каких?] фестивалях. Екатерина активно работает в телесериалах[каких?] на российских вещательных каналах[каких?] и авторском, фестивальном[каком?] кино. Работает в России и Европе.

### Театр

#### Театральные работы
- «За закрытыми дверями» — Эстель
- «Оркестр» — Леона
- «Валентин и Валентина» — Валентина, эта работа была отмечена на множестве театральных фестивалей[каких?][источник не указан 566 дней].
- «Конец романа» — Ио
- «Вместо третьего свидания» — Весна
- Квартирник
- Чайка — Нина Заречная/Маша

После окончания ВГИКа Екатерина является актрисой «Велосипед театра» — авторского поэтического театра под руководством М. П. Нгуен. В 2022 году Екатерина приняла участие в хореографическом спектакле «Чайка» по пьесе А. П. Чехова, где сыграла роль Нины Заречной, режиссёром спектакля выступила Надежда Якобсон. Также Екатерина работает в перформативных проектах[каких?] Москвы.

### Личная жизнь
Замужем (с 2022 года).

### Педагогика
Екатерина является основателем образовательного проекта «Детская школа кино».

## Фильмография
- 2014 — Гвоздь — Аня
- 2015 — Склифосовский — Камилла
- 2016 — Виктория — Виктория
- 2016 — Гость — Девушка из храма
- 2016 — Первое свидание — Подруга
- 2017 — Проездом — Лиза
- 2017 — Молодежка — Катя
- 2018 — Лида — Лида
- 2018 — Мышь — Девушка
- 2019 — Практика — Диана
- 2019 — Ваш репетитор — Маша
- 2020 — Розовое или Колокольчик — Анжела
- 2020 — Тайна — Воспитательница
- 2021 — Я знаю твои секреты — Наташа
- 2021 — Теория вероятности случайных событий — Девушка

## Награды
- Международный фестиваль ВГИК - лучшая женская роль, за роль Валентины в спектакле «Валентин и Валентина».

- Специальный приз фонда им.Т.Ф.Макаровой и С.А.Герасимова за роль Валентины, в спектакле "Валентин и Валентина".

- Международный фестиваль ВГИК - лучшее исполнение женской роли за главную роль в фильме «Виктория» реж. Иван Григолюнас.
- МФЛК «ПРОГРЕСС» город Ростов-на-Дону - лучшая женская роль, за роль Анжелы в фильме "Розовое или Колокольчик".
- Международный кинофестиваль "ЗИЛАНТ" город Казань - лучшая женская роль, за роль Анжелы в фильме "Розовое или Колокольчик".